# Davy Pröpper
David Petrus Wenceslaus Henri Pröpper, född 2 september 1991, är en nederländsk före detta fotbollsspelare (mittfältare).

## Klubbkarriär
Den 23 juni 2021 blev Pröpper klar för en återkomst i PSV Eindhoven, där han skrev på ett tvåårskontrakt.
Den 4 januari 2022 meddelade Pröpper att han avslutade sin fotbollskarriär.

## Landslagskarriär
Pröpper debuterade för Nederländernas landslag den 5 juni 2015 i en 4–3-förlust mot USA, där han byttes in mot Robin van Persie i den 57:e minuten.